# Piazza Navona

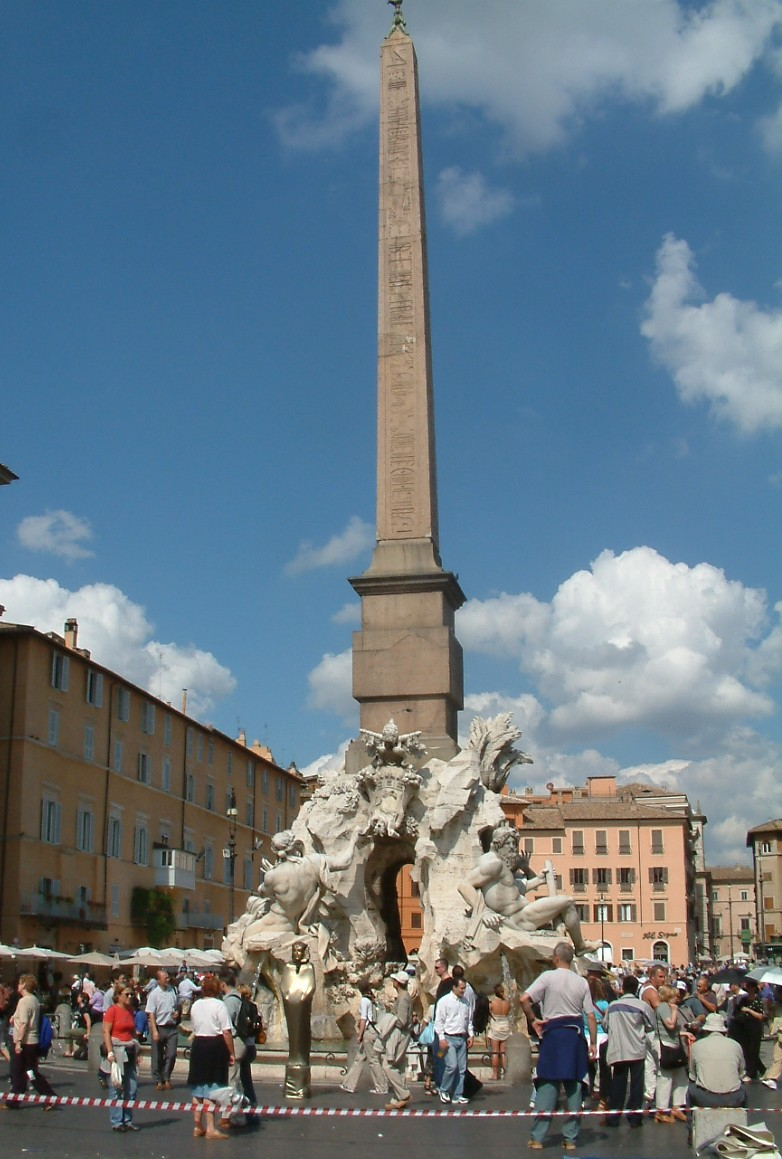
A Fontana dei Quattro Fiumi, na Piazza Navona.

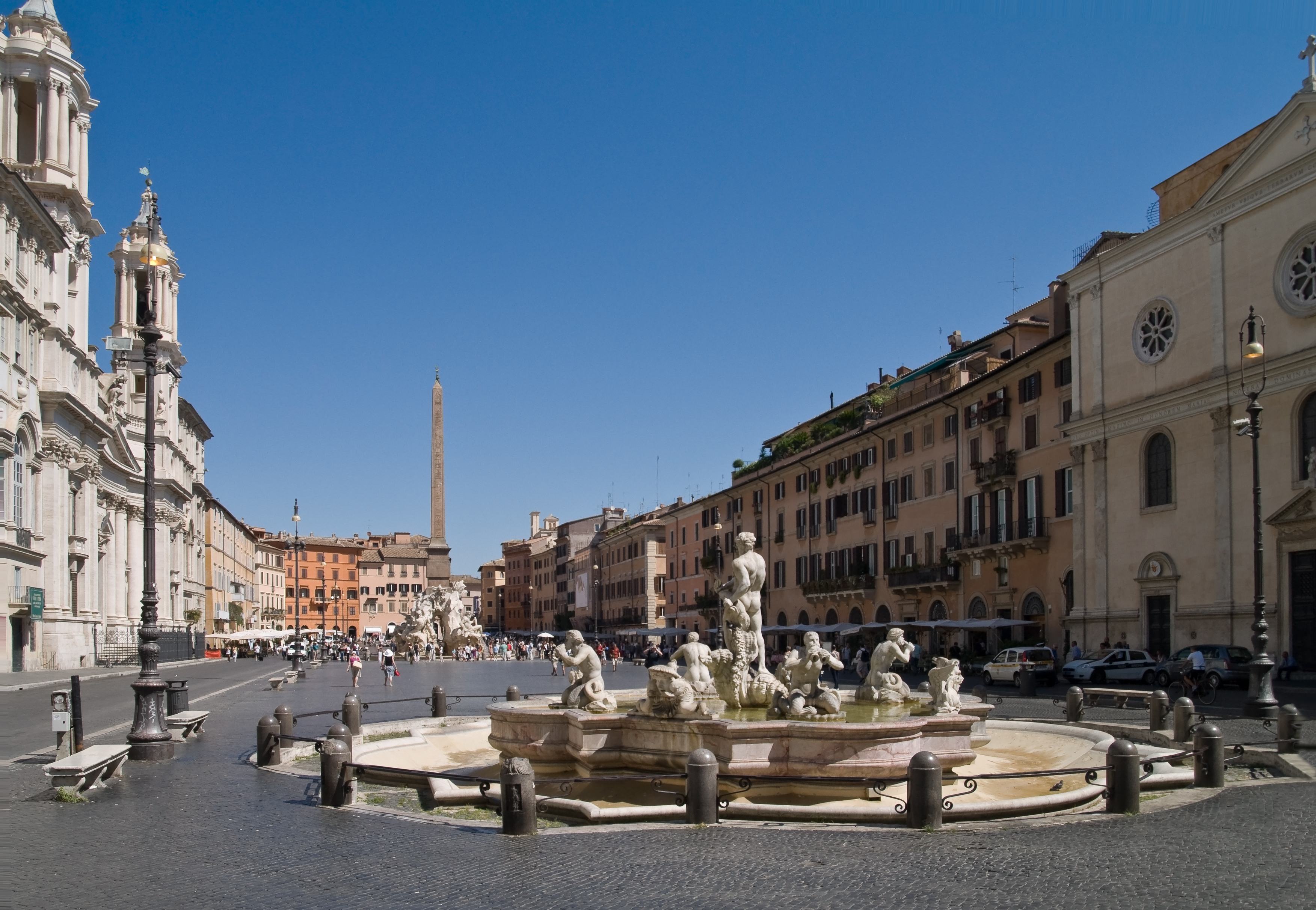
Piazza Navona

A Praça Navona (em italiano: Piazza Navona) é uma das mais célebres praças de Roma localizada no rione Parione. A sua forma assemelha-se à dos antigos estádios da Roma Antiga, seguindo a planificação do Estádio de Domiciano (também denominado entre os italianos de Campomarzio, em virtude da natureza rude e esforçada dos exercícios - manejo de armas - e desportos atléticos que aí se realizavam). Albergaria até 20 mil espectadores sentados nas bancadas. A origem do nome deve-se ao nome pomposo que lhe foi dado ao tempo do imperador Domiciano (81-96 d.C.): "Circo Agonístico"  (do étimo grego Agonia, que significa precisamente - exercício, luta, combate). Actualmente o nome corresponde à corruptela da forma posterior in agone, depois nagone e finalmente navone, que por mero acaso significa também "grande navio" na língua italiana.
As casas que entretanto e com o passar dos anos foram sendo construídas sobre as bancadas, delimitariam e circunscreveriam até à actualidade o tão afamado Circo Agonístico.
A Navona passou de fato a caracterizar-se como praça nos últimos anos do século XV, quando o mercado da cidade foi transferido do Capitólio para aí. Foi remodelada para um estilo monumental por vontade do papa Inocêncio X, da família Pamphili e é motivo de orgulho da cidade de Roma durante o período barroco. 
Sofreu intervenções de Gian Lorenzo Bernini (a famosa Fontana dei Quattro Fiumi,1651) ao centro); de Francesco Borromini e Girolamo Gainaldi (a igreja de Sant'Agnese in Agone); e de Pietro de Cortona, que pintou a galeria no Palácio Pamphilj, sede da embaixada do Brasil na Itália desde 1920.
O mercado tradicional voltou a ser transferido em 1869 para o Campo de' Fiori, embora a praça mantenha também um papel fundamental em servir de palco para espectáculos de teatro e corridas de cavalos. A partir de 1652, em todos os sábados e domingos de agosto, a praça tornava-se num lago para celebrar a própria família Pamphili.
A praça dispõe ainda duas outras fontes esculpidas por Giacomo della Porta - a Fontana di Nettuno (1574), na área norte da praça, e a Fontana del Moro (1576), na área sul.
Na extremidade norte da praça, por debaixo dos edifícios, foram postas a descoberto ruínas antiquíssimas, a uma cota muito abaixo da actual, comprovando a primeva utilização daquele imenso terreiro.
Outros monumentos com entrada para a praça:
- Stabilimenti Spagnoli
- Palazzo de Cupis
- Palazzo Torres Massimo Lancellotti
- Nostra Signora del Sacro Cuore